# Plectranthus trichophorus
Plectranthus trichophorus là một loài thực vật có hoa trong họ Hoa môi. Loài này được (Briq.) ined. miêu tả khoa học đầu tiên.